# Saint-Maurice-sur-Aveyron
Saint-Maurice-sur-Aveyron is een gemeente in het Franse departement Loiret (regio Centre-Val de Loire). De plaats maakt deel uit van het arrondissement Montargis. Saint-Maurice-sur-Aveyron telde op 1 januari 2022 842 inwoners.

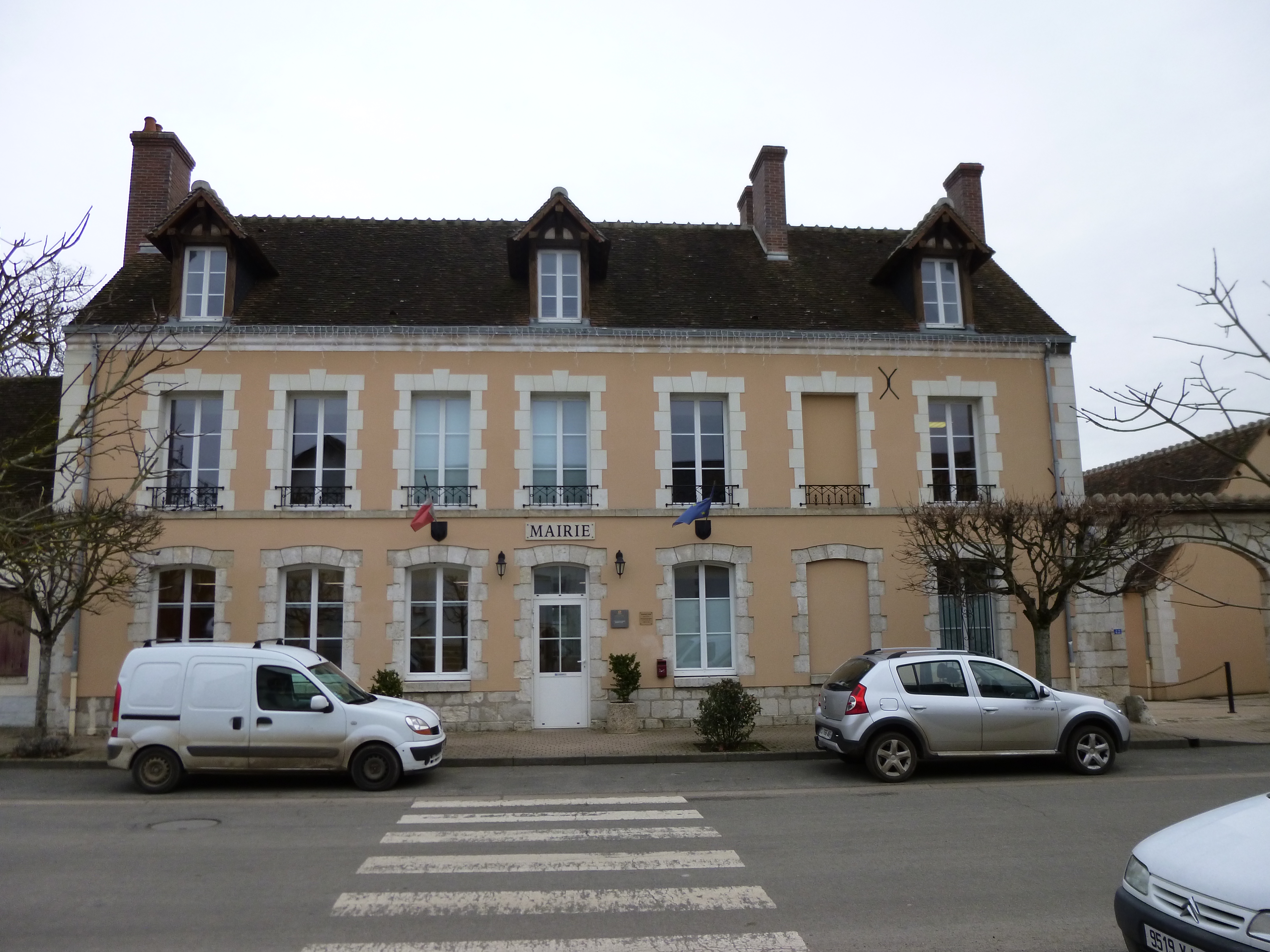
Gemeentehuis
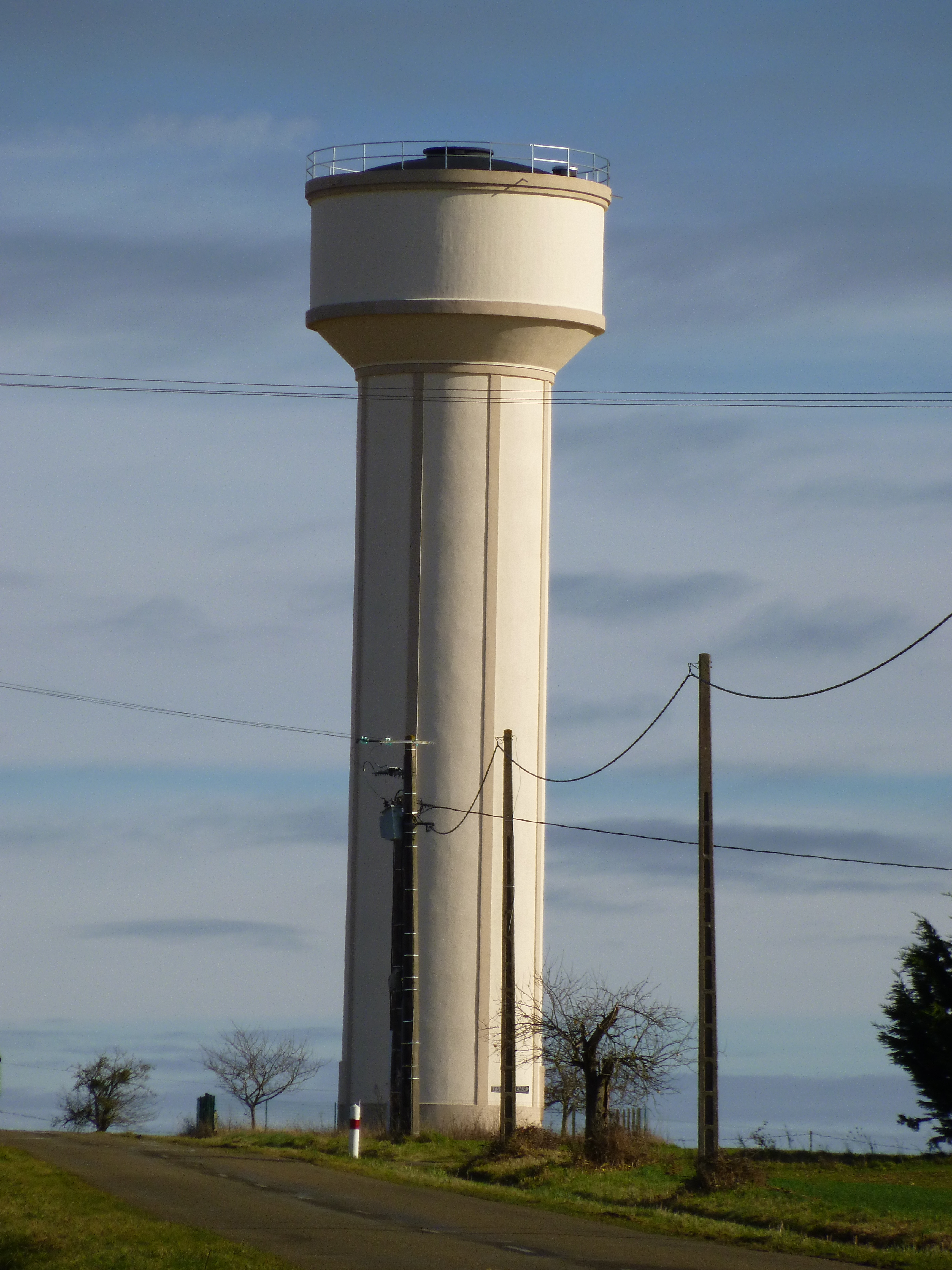
Watertoren in Saint-Maurice-sur-Aveyron
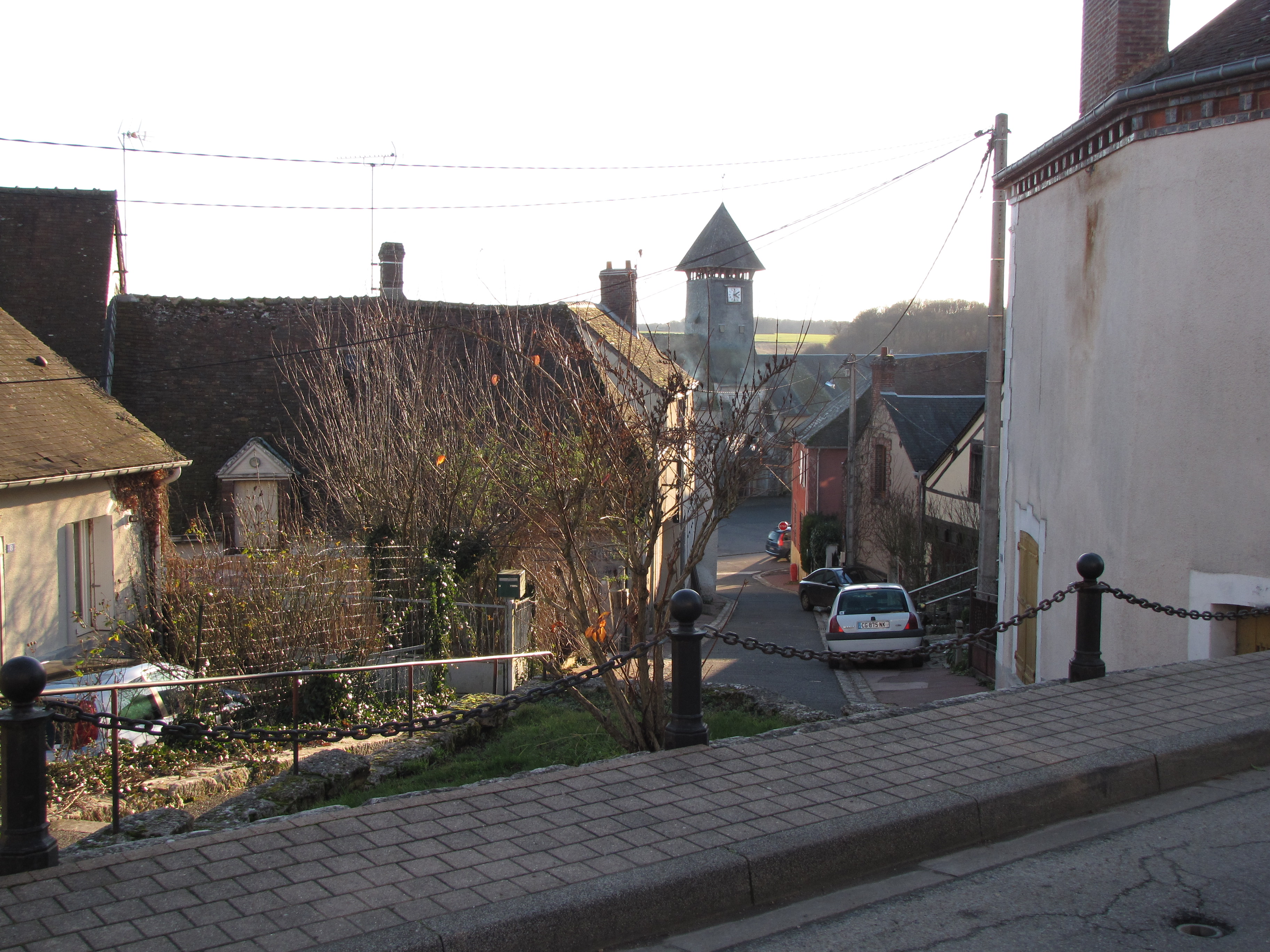
Saint-Maurice-sur-Aveyron

## Geografie
De oppervlakte van Saint-Maurice-sur-Aveyron bedroeg op 1 januari 2022 53,76 vierkante kilometer; de bevolkingsdichtheid was toen 15,7 inwoners per km².

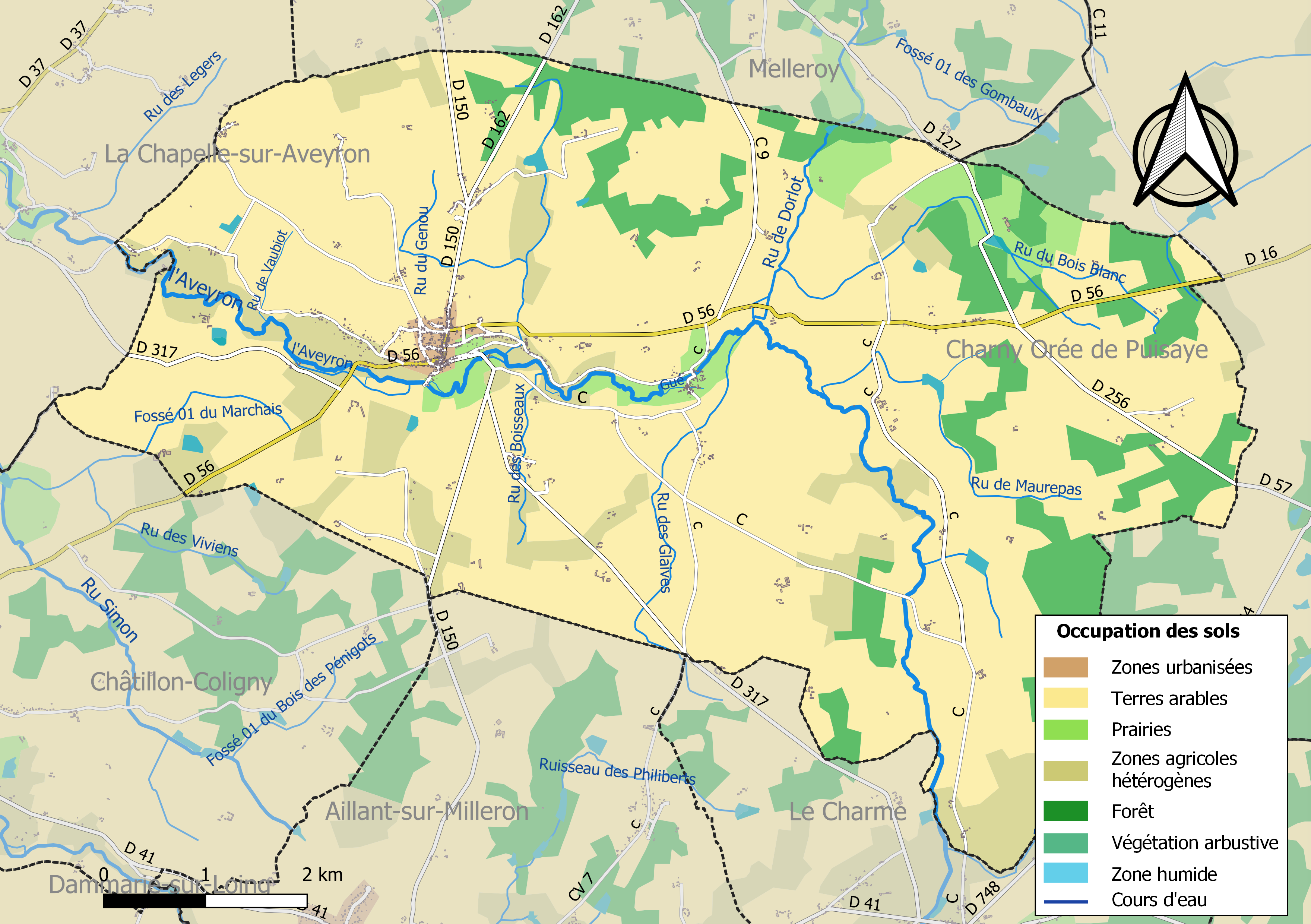
Kaart van de gemeente met de belangrijkste infrastructuur, bodemgebruik en omliggende gemeenten

## Demografie
Onderstaande figuur toont het verloop van het inwonertal (bron: INSEE-tellingen).